# 劳拉·米拉尼
劳拉·米拉尼（義大利語：Laura Milani，1984年9月30日—），意大利女子赛艇运动员。她曾代表意大利参加世界赛艇锦标赛，获得一枚金牌、一枚银牌和一枚铜牌。她也曾参加2016年夏季奥林匹克运动会。